# کریس رناد (پویانما)
کریس روناد (به انگلیسی: Chris Renaud) (زاده دسامبر ۱۹۶۶) گرافیست و کارگردان آمریکاییست. وی یکبار نامزد جایزه اسکار برای خلق شخصیت سنجاب شد. شخصیت سنجاب بعدها در مجموعه انیمیشن‌های عصر یخبندان مورد استفاده قرار گرفت. همکاری او با پیر کافین در کارگردانی انیمیشن‌های من نفرت‌انگیز و من نفرت‌انگیز ۲ و همچنین صداگذاری روی مینیون‌ها از جمله دیگر آثار مشهور وی است.

## فیلم‌شناسی
- زندگی پنهان حیوانات خانگی (۲۰۱۶): کارگردان
- مینیون‌ها (۲۰۱۵): مدیر تولید اجرایی
- من نفرت‌انگیز ۲ (۲۰۱۳): کارگردان
- لوراکس (فیلم) (۲۰۱۲):کارگردان
- من نفرت‌انگیز (۲۰۱۰): کارگردان
- عصر یخبندان: ظهور دایناسورها (۲۰۰۹): داستان پرداز
- هورتون صدایی می‌شنود (فیلم) (۲۰۰۸): داستان پرداز
- عصر یخبندان: ذوب (۲۰۰۶): داستان پرداز
- ربات‌ها (۲۰۰۵):داستان‌پرداز

## زندگی شخصی
روناد از سال ۲۰۰۸ و ۲۰۰۹ به همراه همسر و دو فرزندشان به پاریس رفته و در آنجا زندگی می‌کنند.

## پیوند
- شناسنامه کریس روناد[پیوند مرده] در بانک اطلاعات اینترنتی فیلم‌ها